# Clemenza da Barking
Clemenza da Barking (in francese Clemence de Berkinge; ... – XII secolo) è stata una scrittrice inglese in francese insulare (o anglonormanno), attiva nella seconda metà del XII secolo.

## Biografia e opere
Monaca benedettina inglese del monastero di Barking, nell'Essex (oggi municipio dell'area metropolitana di Londra), è autrice di un volgarizzamento in anglonormanno in 2700 ottosillabi a rima baciata (couplets d'octosyllabes) della passione latina di santa Caterina d'Alessandria detta Vulgata. Le è stata attribuita un'altra operetta agiografica, la Vita di sant'Edoardo confessore, rispetto alla quale l'altra sarebbe molto successiva, frutto della piena maturità artistica della scrittrice.
Unica fonte d'informazione sull'autrice sono i versi autobiografici che seguono l'epilogo della Vita di santa Caterina:
(The life of St. Catherine, a c. di William MacBain, Anglo-Norman Text Society, Oxford, Backwell, 1964, pp. 85-86, vv. 2689-2700.)